# Capa de coronación

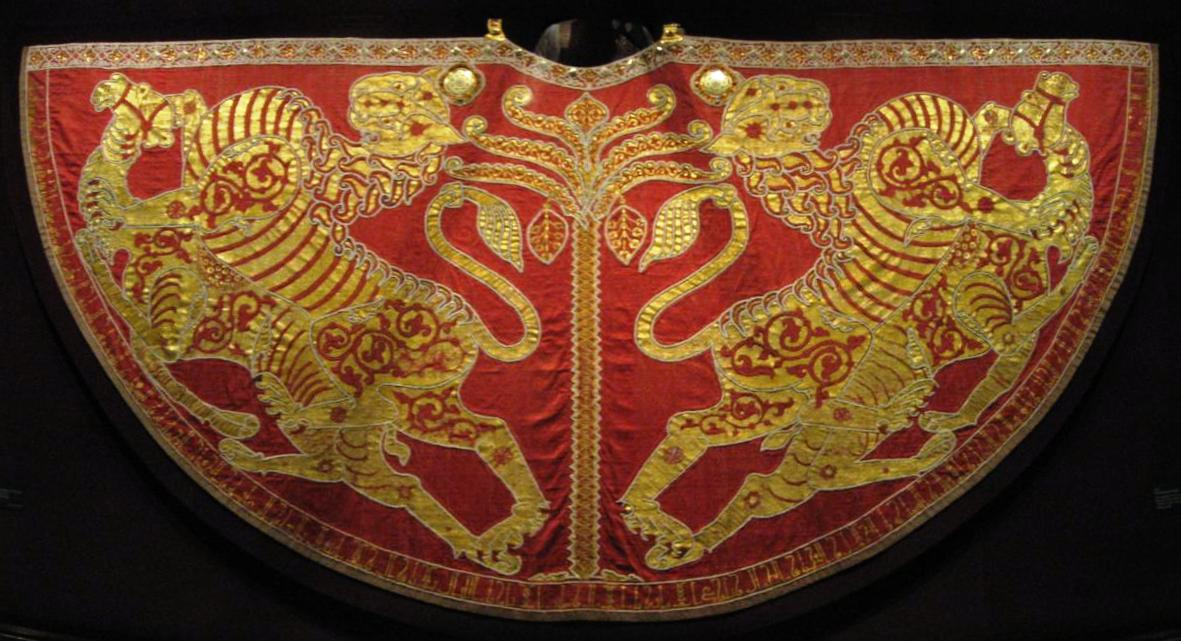
La capa de la coronación, hoy en el Tesoro Secular del Hofburg de Viena

La capa de coronación o pluvial (en latín, mantel) es parte de las joyas imperiales del Sacro Imperio Romano y constituye la pieza principal del atuendo de coronación de los emperadores romano-germanos.
Esta obra árabo-normanda, procedente de un taller siciliano del siglo XII, fue utilizada desde el siglo XIII hasta el fin del antiguo imperio en la mayoría de las coronaciones de los emperadores romano-germanos. Junto con otros símbolos de coronación como la corona imperial, la espada imperial y la esfera imperial, la capa se exhibe hoy en día en la Cámara del Tesoro Secular del Hofburg de Viena.

## Forma, ornamentación y simbolismo.

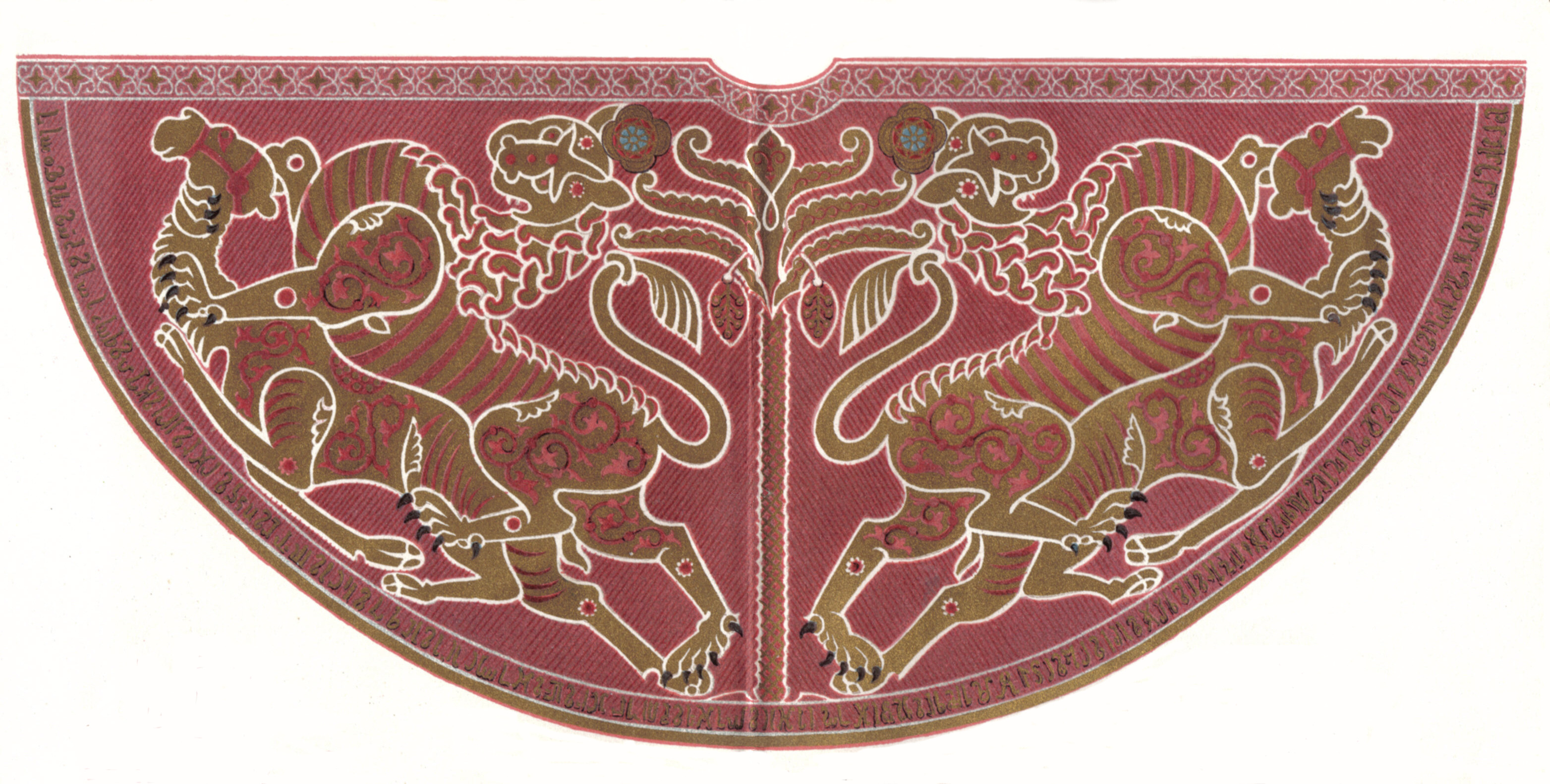
Representación detallada del manto de coronación en el léxico de conversación de Meyer de 1893

La forma exterior del manto de coronación refleja las diversas influencias culturales que moldearon Sicilia en el siglo XII: las de la cristiandad latina, la griega-bizantina y el islam. Tanto el sentido estilístico de la población árabe-musulmana como el de los conquistadores normandos desempeñaron un papel importante en el gusto por la ornamentación estilizada.
El manto de coronación es una capa semicircular que llega hasta el suelo y está abierta. Se llevaba sobre los hombros, similar a una capa coral. Tiene 342 centímetros de ancho, está hecho de seda teñida con madera de palo de la India y quermes en un tono rojo, llamado samit, y está ricamente bordado con hilos de oro, más de 100,000 perlas y placas de esmalte. En total, el peso del manto es de once kilogramos.
Las ornamentadas bordaduras son manifestaciones del poder real: dos leones representados de manera simétrica, cada uno golpeando un camello. Entre los dos leones se alza una palma estilizada a modo de árbol de la vida. Los motivos originalmente del antiguo Oriente fueron tomados prestados por el arte islámico. La interpretación exacta del motivo no está clara. Se sabe que el león se usaba a menudo para representar el poder del gobernante y era el animal heráldico de los Hauteville, la dinastía real normanda de Sicilia. La mayoría de las interpretaciones sugieren que los leones que golpean dos camellos simbolizan la victoria de los normandos sobre los sarracenos, que previamente dominaban Sicilia. Sin embargo, esto va en contra de la falta de evidencia en las fuentes medievales que respalden la representación simbólica de los árabes o el islam como camellos. Ocasionalmente, también se han sugerido conexiones astrológicas. William Tronzo sugiere que los bordados son parte de un vocabulario visual normando y que la representación en el manto podría interpretarse como la victoria del león sobre el camello como símbolo de un mal gobierno.

Siguiendo el borde del manto, hay una inscripción cúfica bordada con buenos deseos para el portador del manto. Aunque es legible, la traducción e interpretación continúan planteando preguntas que aún no han sido completamente respondidas. Una posible traducción es:
"Este manto pertenece a lo que fue elaborado en la real hizana (taller), donde la fortuna y el honor, la prosperidad y la perfección, el mérito y el reconocimiento tienen su sede; aquí, en el taller real que se regocija en una buena acogida, un espléndido florecimiento, una gran generosidad, un alto resplandor, fama y magnífica decoración, y el cumplimiento de deseos y esperanzas; aquí, donde los días y las noches pueden transcurrir en placer sin fin y sin cambio; en el sentimiento de honor, afecto y participación en la felicidad y en el mantenimiento del bienestar, apoyo y diligencia adecuada; en la capital de Sicilia en el año 528 de la Hégira."
La inscripción está escrita en una forma de prosa rimada árabe, el Sadschʿ, que se utiliza principalmente en el Corán. El año mencionado, 528 de la era islámica, corresponde al año 1133 o 1134 de la era cristiana.
El forro del manto está hecho de damasco italiano colorido, entrelazado con hilos de oro y plata. Aparentemente, en el siglo XVI, por orden del Consejo de la Ciudad Imperial Libre de Núremberg, donde se guardaban las joyas imperiales en ese momento, se colocó un nuevo forro en el manto. El Consejo decidió reforrar el manto para la coronación del emperador Carlos V en Aquisgrán en 1520. Esta obra se llevó a cabo en el monasterio de clarisas de Núremberg.
Bajo este forro más reciente, se encuentra el forro original, que consta de dos partes. La mayor parte del manto interior está cubierta con una tela de seda con ornamentación peculiar, dragones entrelazados, entre ellos pájaros, humanos, enredaderas verdes y flores doradas sobre un fondo que resplandece en oro. A lo largo del borde recto, se han cosido cinco piezas de brocado de oro, que seguramente se confeccionaron al mismo tiempo que el resto del manto. Al igual que el motivo del león en el exterior, las representaciones en el forro interior original aún no han sido interpretadas de manera satisfactoria.

## Importancia del manto en la ceremonia de coronación
La colocación del manto durante la ceremonia de coronación tenía una gran importancia simbólica en la Edad Media.
El término "investidura", que en ese momento designaba la introducción a un alto cargo eclesiástico o a una nueva posesión feudal, se deriva de la palabra latina "investire", que significa vestir. Vestir a un gobernante con nuevas vestiduras eclesiásticas (paramentos) no solo lo destacaba visible para todos entre los súbditos, sino que sobre todo documentaba su transición del ámbito secular al eclesiástico. Esto se debía a que la monarquía medieval, desde la época merovingia, estaba rodeada de una fuerte aura sacra.
En una época aún en gran parte sin escritura, que dependía de símbolos comprensibles para todos, la colocación de las nuevas vestiduras por parte del emperador o rey documentaba su entrada en la esfera espiritual y sagrada. El acto de colocarse el manto de coronación era el punto culminante de esta parte de la ceremonia de coronación. Solo después de esto se le otorgaban las insignias de su poder secular, como el cetro y la espada imperial.
Aunque desde la época de Federico II los papas ya habían negado a los gobernantes seculares una dignidad sacerdotal, la simbología religiosa de la vestimenta seguía siendo de gran peso para los laicos.

## Historia

### Origen y primeras menciones
Gracias a la inscripción bordada, el manto de coronación se cuenta entre las joyas imperiales cuyo origen está bastante asegurado. La traducción de la inscripción fue lograda por primera vez en 1728 por el profesor universitario Johann Heinrich Schulze de Altdorf. Según esto, el manto fue creado en el año 528 de la era islámica, lo que equivale al año 1133/34 del calendario gregoriano. Por lo tanto, el término comúnmente utilizado "Manto de Coronación de Roger II" es incorrecto, ya que asocia al primer propietario con una función posterior. Roger II fue coronado rey ya en el año 1130, es decir, antes de la fabricación del manto.
Roger II de Sicilia, de la dinastía normanda Hauteville, fue un mecenas de las artes y la literatura. Reunió en su corte en Palermo a eruditos, poetas y artesanos árabes y bizantinos. El manto probablemente fue confeccionado en el famoso taller real para Roger, donde los reyes normandos de Sicilia solían crear sus joyas representativas. Los talleres reales, ubicados en el palacio del rey o en sus inmediaciones, comparables a los talleres Tiraz islámicos, formaban un lugar único de producción para las obras de arte del tesoro. Los trabajos de este taller muestran una variedad de materiales y una sorprendente diversidad de motivos de diversas culturas.
Esta diversidad se debió a la composición étnica de la población de Sicilia en ese momento, que incluía a latinos, griegos y árabes, así como a la convivencia de creyentes católicos romanos, ortodoxos griegos, musulmanes (ver también el Islam en Italia y la historia de Sicilia) y judíos. Todas estas comunidades étnicas y religiosas estaban representadas en los talleres reales. Los artesanos griegos y bizantinos creaban orfebrería y textiles. El trabajo con marfil, la fundición de bronce y la bordadura eran el dominio de los artistas sarracenos. En la arquitectura de esa época, la colaboración de estos grupos poblacionales es evidente en el estilo arabo-bizantino-normando.
Es probable que la preciosa tela de seda roja fuera una importación bizantina. Según un informe de Otto von Freising, no fue hasta 1147 que se trajeron por primera vez tejedores de seda bizantinos a Sicilia, quienes fueron capturados durante una incursión de la flota siciliana en Grecia. Los diferentes tejidos del manto son, en conjunto, logros artesanales destacados que ofrecen representaciones figurativas ricas como un rasgo distintivo especial.
No se sabe si Roger llevó el manto y en qué ocasiones lo hizo. No hay eventos festivos particulares registrados del año de creación del manto. Aunque el diseño y los materiales utilizados sugieren que se creó como una prenda de representación, esta magnífica pieza no es mencionada en las fuentes de la época normanda.

### Transición a posesión imperial
La hija y heredera de Roger, Constanza de Sicilia, se casó en 1186 con el emperador romano-alemán Enrique VI. A pesar de la resistencia de la población, la nobleza y el Papa (Sicilia era un feudo papal), unió el territorio del sur de Italia al Reich y se hizo coronar Rey de Sicilia en la catedral de Palermo en 1194.
El tesoro de la corona normanda, cuya pieza más conocida es el manto de coronación, lo hizo llevar a la fortaleza de Trifels en la región del Palatinado, Alemania, después de su unión con el Reich. Se dice que se necesitaron 150 mulas para este transporte. No se puede afirmar con certeza si el manto llegó a Alemania en esta ocasión, ya que nunca se mencionó en fuentes antes de 1246.
Como sucesor de Enrique VI, Felipe de Suabia podría haber sido el primero en llevar el manto en su coronación como rey romano-alemán. Sin embargo, esto no se puede demostrar, al igual que la suposición anterior de su uso en la coronación del emperador Federico II en Roma en 1220. La investigación más reciente sugiere que en esa ocasión, Federico llevó el manto guardado en la catedral de Metz, que tiene cuatro águilas nimbiadas. Los otros elementos de las joyas imperiales que provienen del tesoro normando, como los zapatos, los calcetines y la Alba, probablemente fueron utilizados por Federico en esa ocasión. Además, mandó hacer un par de guantes de seda roja, que también forman parte de las joyas imperiales.
El manto se menciona por primera vez en el inventario del castillo de Trifels en 1246 como un "manto imperial con piedras preciosas".
El hecho de que el manto estuviera fuertemente influenciado por el arte y la cultura islámica no impidió su uso en la coronación del emperador cristiano romano-alemán. Esto probablemente se deba a su alto valor material y la magnífica ejecución, pero sobre todo al color del manto. El púrpura, debido a su rareza y preciosidad, ya estaba reservado solo para el emperador durante el Imperio Romano.
Con el paso de los siglos, parte del conocimiento sobre el origen del manto se perdió. En el documento de transferencia de las joyas imperiales al rey Carlos IV en 1350, redactado en alemán, se menciona el manto con la siguiente descripción:
"Un manto rojo de San Carlos bordado con dos leones hechos de buenas piedras, perlas y oro."
De esto se desprende que en ese momento se atribuía erróneamente el manto, al igual que la corona imperial, a Carlomagno, quien fue canonizado en 1165.

### Almacenamiento en Núremberg

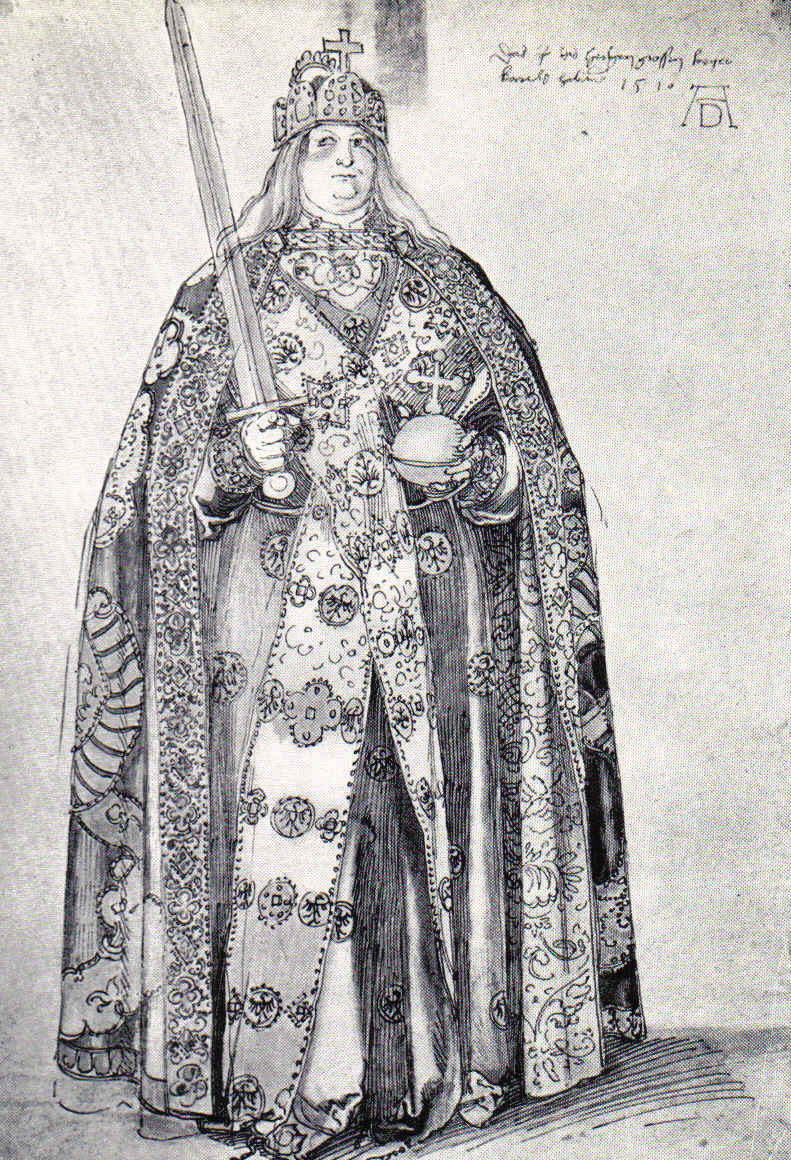
Boceto de la imagen ideal de Carlomagno con las insignias imperiales, pintada en 1513 por Alberto Durero. La capa es claramente visible en él.

La historia posterior del manto está inseparablemente ligada a la de las demás joyas imperiales (ver allí).
Durante la Alta y Baja Edad Media, junto con las otras joyas imperiales, el manto fue guardado en varios lugares en el Reich: inicialmente en Trifels, más tarde, entre otros lugares, en el castillo de Karlštejn cerca de Praga, que en ese momento era la residencia principal de la dinastía de los Luxemburgo, o en la abadía imperial de Hersfeld.
En 1423, la Ciudad Imperial Libre de Núremberg recibió el privilegio del rey romano-alemán Segismundo de la Casa de Luxemburgo de custodiar las joyas imperiales "para siempre, de manera irrevocable e irrefutable". Esto se hizo necesario porque, debido a las Guerras Husitas, el lugar de almacenamiento en Praga en ese momento ya no era seguro. Las joyas imperiales se guardaron en un cofre colocado en el coro de la Iglesia del Espíritu Santo de Núremberg hasta poco antes del fin del antiguo imperio. Una vez al año, se mostraban públicamente durante el llamado "Heiltumsweisung".
El 3 de abril de 1764, Joseph II fue coronado rey romano-alemán en Frankfurt, aún durante la vida de su padre, el emperador Francisco I. Con motivo de este evento, se confeccionó un segundo manto de coronación para Francisco I, que imitaba al primero. La exitosa ejecución de esta tarea está respaldada por el relato del testigo presencial Johann Wolfgang von Goethe en su obra "Dichtung und Wahrheit I,5":
"La vestimenta imperial del emperador de seda púrpura, ricamente adornada con perlas y piedras, así como la corona, el cetro y el globo terráqueo, sin duda, llamaron la atención: todo era nuevo en ellos, y la imitación de la antigüedad era de buen gusto."
Sin embargo, Goethe se equivocó al afirmar que la corona también era una reproducción. En realidad, en esta ocasión, Francisco I llevó la corona mitra de Rodolfo II, que medio siglo después se convertiría en la corona del Imperio Austriaco.

### Almacenamiento en Viena

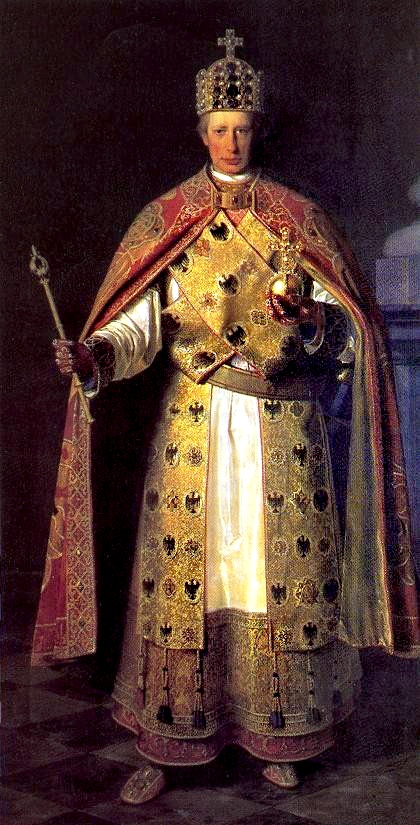
Emperador Francisco II con la insignia imperial - manto de coronación en una pintura de Ludwig Streitenfeld, 1874

En el transcurso de las Guerras de Coalición que siguieron a la Revolución Francesa de 1789, Núremberg fue ocupada por las tropas del General Jean-Baptiste Jourdan en 1796. Para evitar que los conquistadores franceses accedieran a las Joyas Imperiales, el consejo de la ciudad ya había ordenado su traslado a Ratisbona, donde fueron entregadas al comisionado imperial en la Dieta Imperial. En octubre de 1800, este último las hizo llevar en una acción secreta a Viena.
Poco después, Francisco II, el último emperador del Sacro Imperio Romano Germánico, también hizo trasladar las partes del tesoro imperial guardadas en Aquisgrán a su ciudad residencial. Con esto, buscaba evitar que Napoleón Bonaparte las utilizara para su coronación como emperador en 1804 y así otorgara legitimidad a su protectorado sobre la Confederación del Rin basada en tradiciones imperiales.
Por iniciativa del alcalde de Núremberg, Willy Liebel, Adolf Hitler hizo trasladar el manto de coronación y las demás Joyas Imperiales nuevamente a Núremberg en 1938, estableciendo así una conexión simbólica con la entonces "Ciudad de los Congresos del Reich" y las ideas de un "Gran Reich Alemán". Sin embargo, después de la Segunda Guerra Mundial, la administración militar estadounidense ordenó su devolución a Viena. Desde 1946, se conservan y exhiben nuevamente en la Weltliche Schatzkammer (Cámara del Tesoro Secular) del Palacio de Hofburg.